# François Delecour

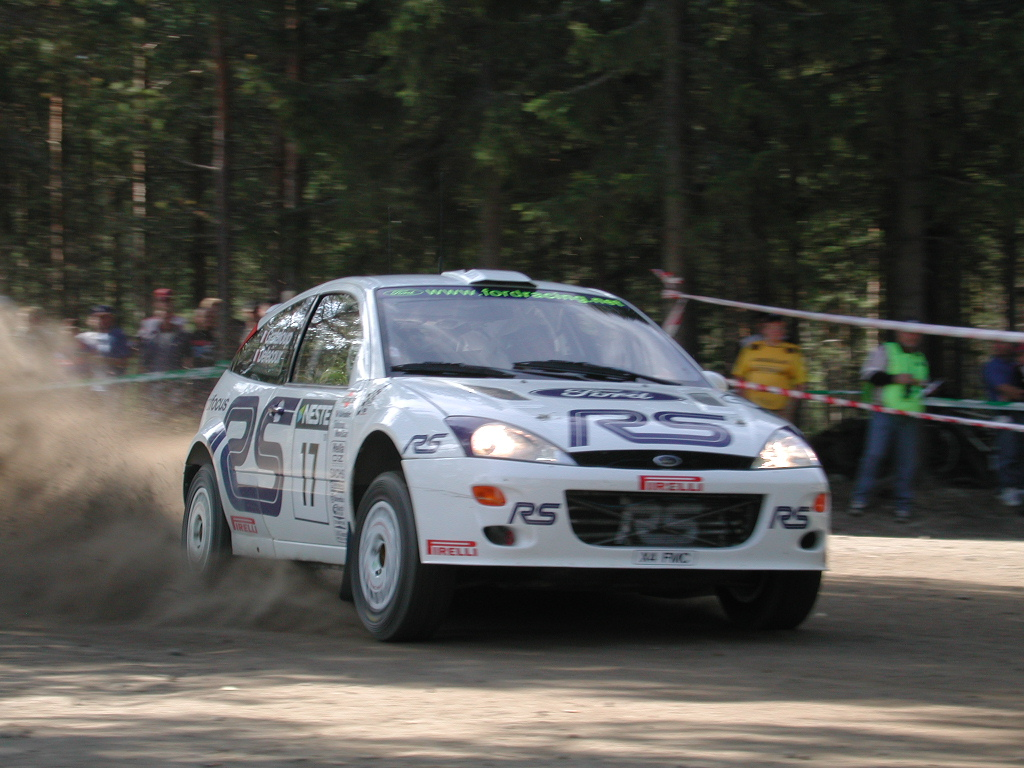
Ral·li de Finlàndia 2001.

François Delecour (Cassel, França, 29 d'agost de 1962) fou un pilot de ral·lis francès, subcampió del Món de ral·lis l'any 1993 i vencedor de 4 ral·lis del mundial entre els anys 1993 i 1994. El seu debut al Campionat Mundial de Ral·lis el feu l'any 1991 amb Ford, aconseguint el subcampionat mundial l'any 1993 per darrere de Juha Kankkunen, aconseguint vèncer al Ral·li de Portugal, Ral·li de Catalunya i al Tour de Còrsega, així com una segona lloc al Ral·li Monte-Carlo i al Ral·li de Nova Zelanda. L'any següent, 1994, acabaria 8é del campionat, però aconseguiria imposar-se al Ral·li Monte-Carlo. Delecour es retirà l'any 2001.